# Villeneuve-sur-Bellot
Villeneuve-sur-Bellot è un comune francese di 1 159 abitanti situato nel dipartimento di Senna e Marna nella regione dell'Île-de-France.

## Società

### Evoluzione demografica
Abitanti censiti